# 日
【日】 — китайський ієрогліф. Ключ 72. Один з 996 ієрогліфів, обов'язкових для вивчення в японській початковій школі.Дуже часто використовується на письмі в японській мові.

## Значення
1. сонце:
1) сонце
2) сонячне світло.
3) проміння.
4) доба.
5) місячне світло.
6) час.
2. день, дні; днесь; щодня.
3. (яп.) Імператор Японії (через легендарне походження від богині сонця Аматерасу).
4. Японія (скорочено).

Ключ: 72 (日 + 0);  Кількість рисок: 4.
Введення ієрогліфа методом цанзє: 日 (A); Введення ієрогліфа чотирикутним методом: 60100. Складається з: ⿴囗一.

## Прочитання
| Китайська         |                   |                   |                   |                 |                 |
| Мандаринська мова | Мандаринська мова | Мандаринська мова | Мандаринська мова | Кантонська мова | Кантонська мова |
| чжуїнь            | піньїнь           | Вейд-Джайлз       | кирилиця          | ютпхін          | Єль             |
| ㄖˋ               | rì mì             | jih4 mi4          | жі мі             | jat6            | yat6            |

| Корейська |         |               |              |     |          |
|           | хангиль | стара латинка | нова латинка | Єль | кирилиця |
| Звук:     | 일      | il            | il           | il  | іль      |
| Назва:    | 날      | nal           | nal          | nal | наль     |

| Японська |                |               |               |
|          | кана           | латинка       | кирилиця      |
| Он:      | にち じつ      | nichi jitsu   | ніті дзіцу    |
| Кун:     | ひ ひび か     | hi hibi ka    | хі хібі ка    |
| Ім'я:    | あき はる ひる | aki haru hiru | акі хару хіру |